# Ritterhäuser Ürikon

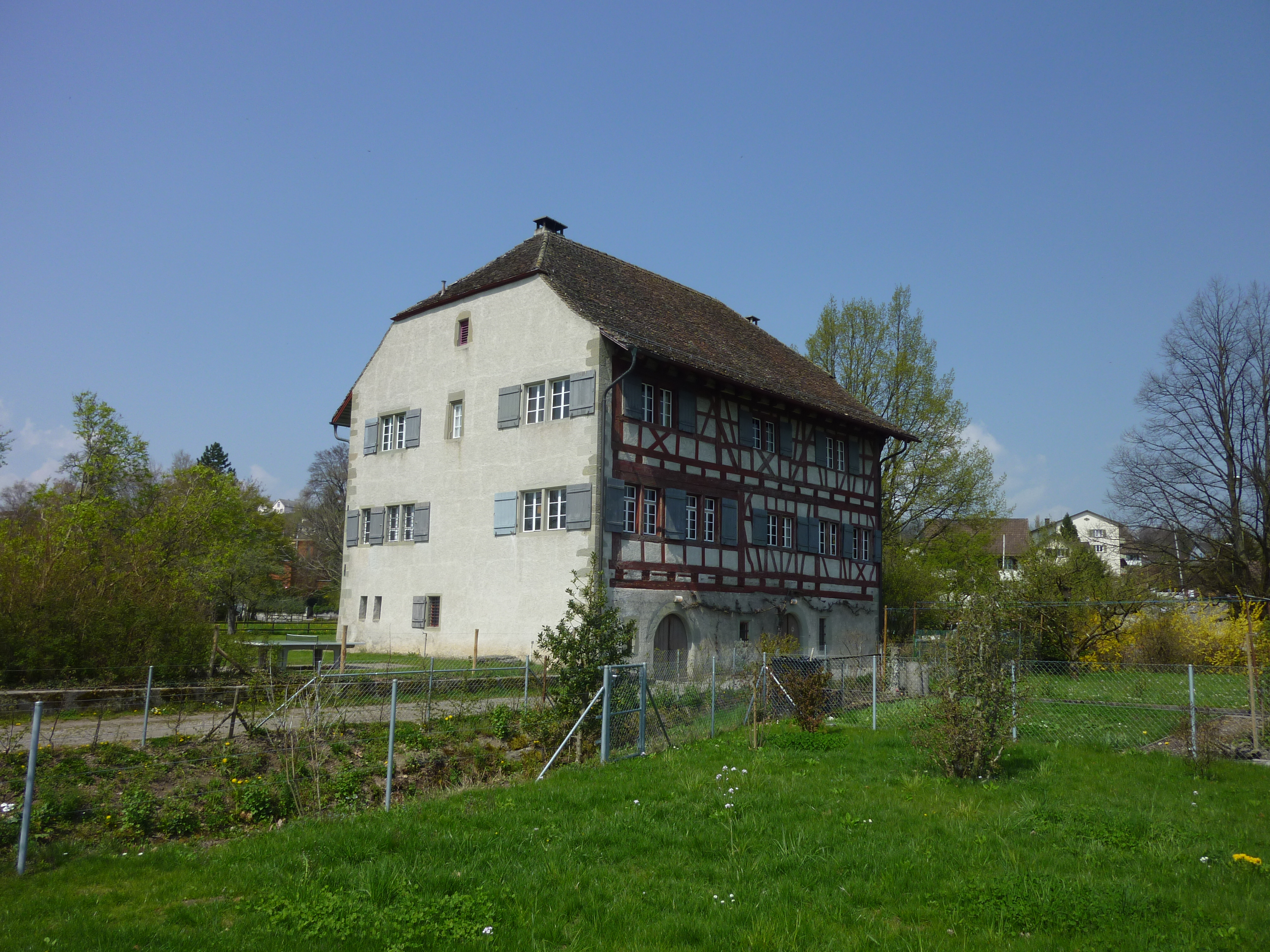
Ritterhaus Ürikon

Die Ritterhäuser Ürikon sind eine Häusergruppe aus dem 16. Jahrhundert in Uerikon in der Gemeinde Stäfa am Zürichsee im schweizerischen Kanton Zürich. Sie besteht aus einem sogenannten Burgstall, dem eigentlichen Ritterhaus und einer Kapelle.
Den romantisierenden Namen «Ritterhaus» erhielten die Gebäude erst im 19. Jahrhundert in Erinnerung an die Ritter von Ürikon, die jedoch schon im 14. Jahrhundert ausgestorben waren und mit dem Gebäude nichts zu tun hatten.

## Ritter von Ürikon

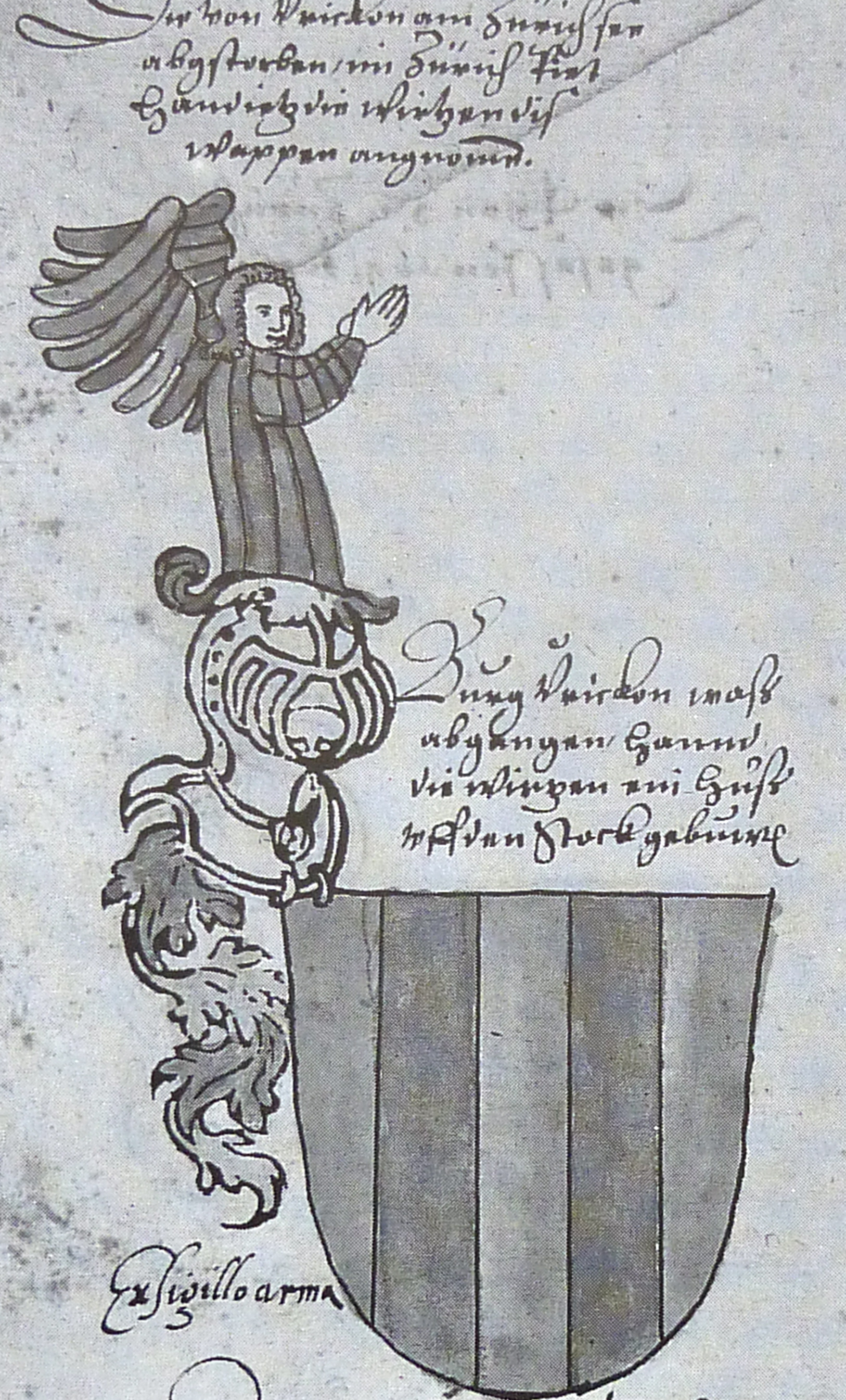
Wappen der Ritter von Ürikon

Der heutige Stäfner Dorfteil Ürikon wird urkundlich 965 erstmals erwähnt, als Kaiser Otto I. den ursprünglich alemannischen Hof Urinchova dem Kloster Einsiedeln übergab. 1229 ist ein Albertus de Urinchova von Graf Rudolf von Rapperswil als Zeuge bei einem Rechtsgeschäft aufgeführt. Am 29. Dezember 1315 stiftete Ritter Albrecht von Ürikon zum Andenken an seine drei in der Schlacht am Morgarten gefallenen Söhne Beringer, Konrad und Rudolf sowie seinen Vater Albrecht dem Kloster Einsiedeln seine Güter in Ürikon, Stäfa und Hombrechtikon. Deren Tod am Morgarten ist jedoch nicht zweifelsfrei belegt. Insgesamt werden die Ritter von Ürikon zwischen 1229 und 1321 im Zusammenhang mit den Grafen von Rapperswil rund zwanzigmal als Handelnde oder Zeugen genannt. Später werden Üriker urkundlich nicht mehr erwähnt. Dankbar ist, dass sie Ministeriale der Rapperswiler waren.

## Burgstall

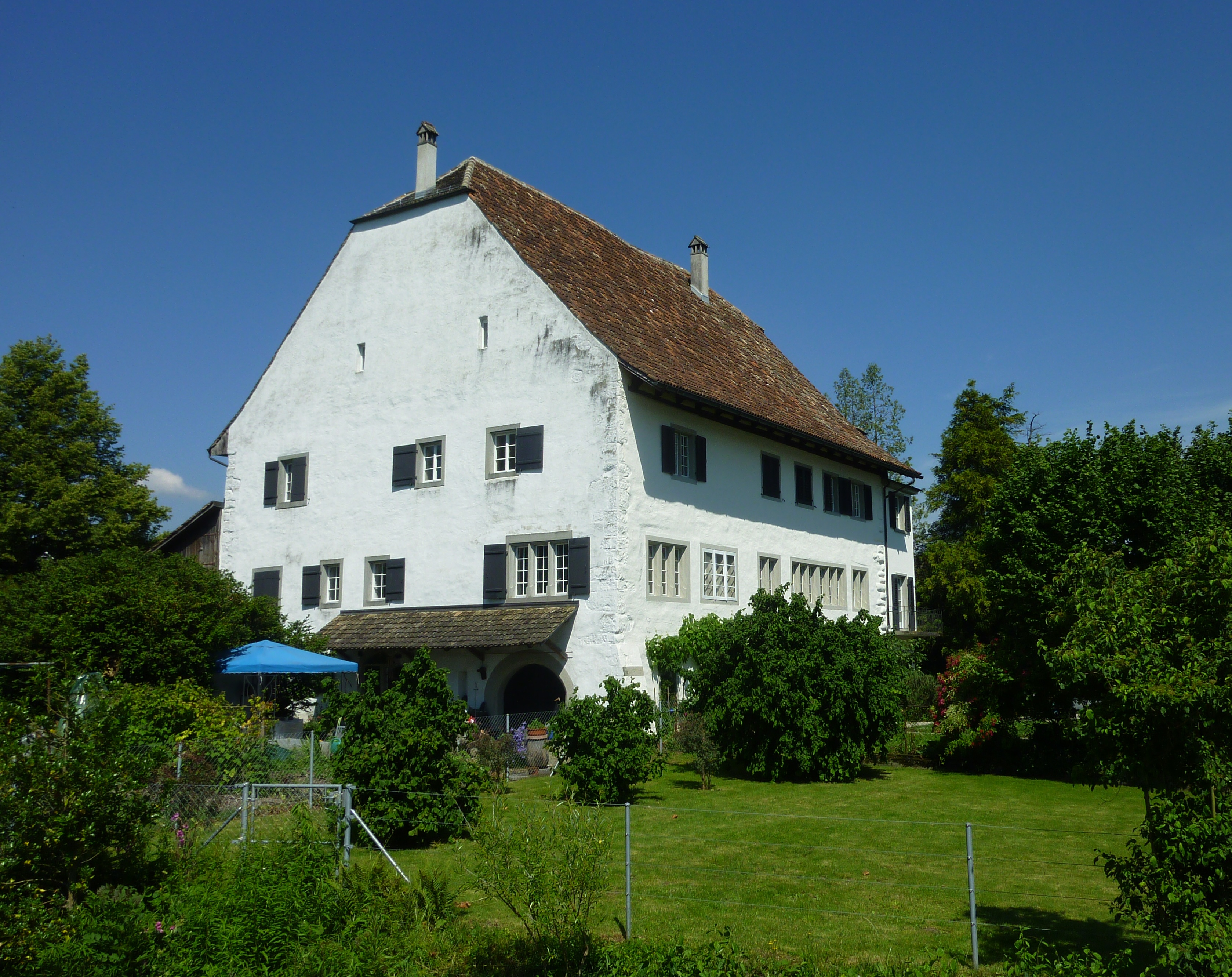
Burgstall

Heinrich Wirz, der Erbauer des sogenannten Burgstalls, war zwischen 1488 und 1534 Amman im Dienste des Klosters Einsiedeln. Das Haus entstand 1492 aus mächtigen Sandsteinblöcken auf den Überresten eines alten Turms. Es war selbst im Vergleich mit Stadthäusern gross und erinnert an den Palas einer mittelalterlichen Burg. Eine dendrochronologische Untersuchung ergab, dass das Holz für den Dachstock im Winter 1491/92 geschlagen wurde.
Aegidius Tschudi schreibt in der Mitte des 16. Jahrhunderts in seinem Wappenbuch:

«Die von Uerickon am Zürichsee, abgestorben, hand jetzt die Wirtzen dis Wappen angnommen. – Burg Urickon, wass abgangen, hand die witzen ein huss uff den stock gebuwen.»

Tschudis Notiz ist der einzige schriftliche Hinweis auf eine Burg von Ürikon, auf deren Ruinen die Wirz ihren Bau errichtet haben könnten. Das mächtige Haus wurde im Lauf der Zeit in mehrere Wohnungen unterteilt.

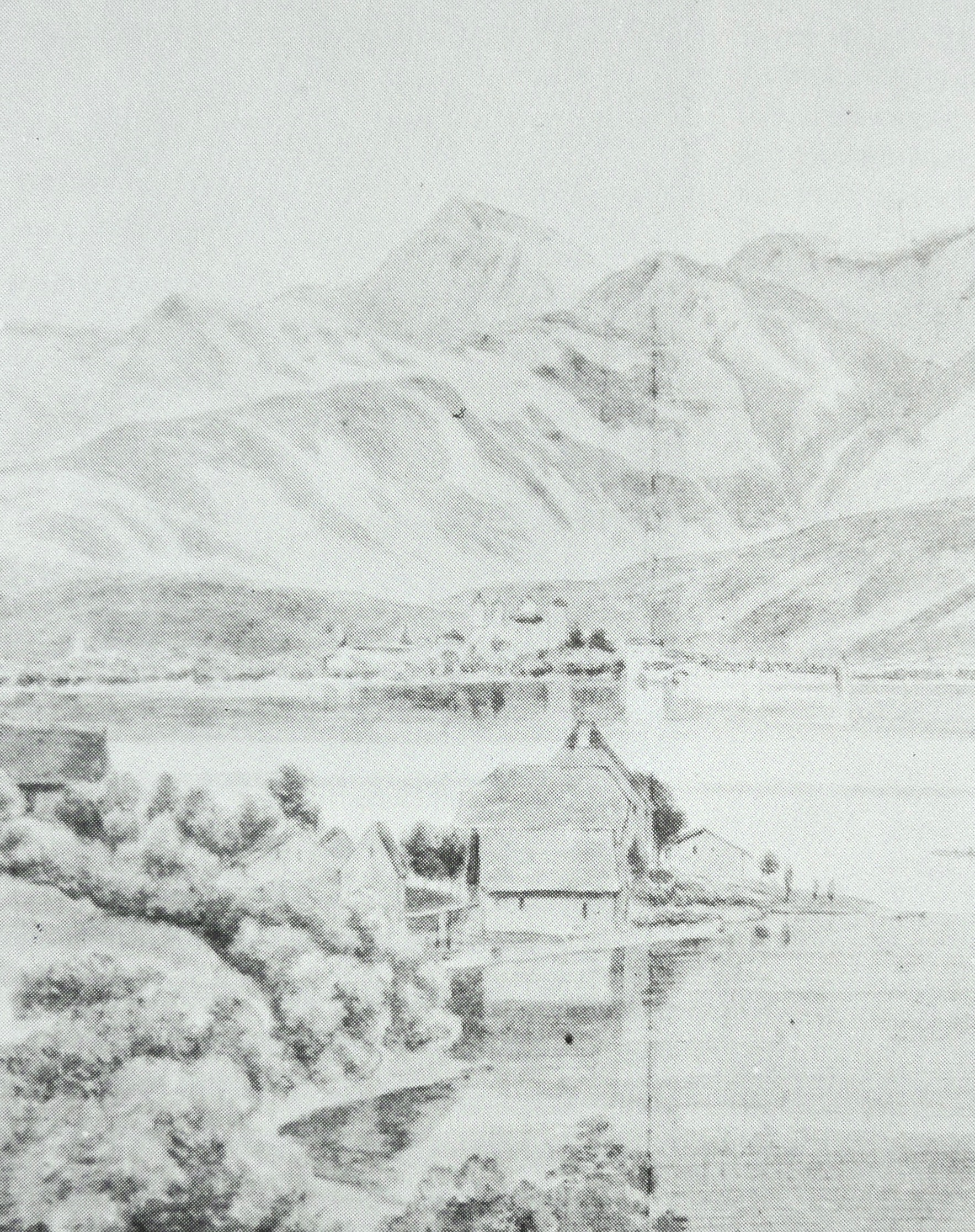
Die Ritterhäuser auf einer Zeichnung von Jan Hackaert, 1655

1536, nach Heinrichs Tod, ging der Burgstall von Heinrichs Tochter Anna Wirz an ihren Mann Andreas Pfenninger über. Im Copeyenbuch der Oberwacht Stäfa ist festgehalten, wie die Pfenninger ihre Anteile des Burgstalls anlässlich einer Erbteilung ab 1680 nach und nach verkauften. 1757 war das Haus zu einem verwinkelten Vierfamilienhaus geworden, das mehrheitlich von Handwerkerfamilien bewohnt wurde. Unter anderem waren im Burgstall eine Bäckerei, ein Schuhmacher, Krämerläden, Postbüro und Wirtschaften untergebracht. Ab 1792 stellte Hans Jakob Bodmer (1767–1822) der Gemeinde seine Wohnung im Burgstall zur Verfügung und unterrichtete darin selbst bis 1907 gegen 30 Kinder.
Im Verlauf des 19. Jahrhunderts wurde der Burgstall besonders durch zahlreiche Schiffsleute geprägt. Sie befuhren Zürich- und Walensee und legten den kleinen Hafen an. In dieser Zeit fanden auch die Aufschüttungen vor Burgstall und Ritterhaus statt.
1906 wurde die Balkendecke der getäferten Ammännerstube im ersten Stock an das Victoria and Albert Museum in London verkauft; 1965 wurden sie von der Ritterhaus-Vereinigung zurückerworben und wieder eingebaut. Zwischen 1945 und 1963 kaufte die Ritterhaus-Vereinigung drei der vier Hausteile im Burgstall und bewahrte dadurch eines der ältesten Wohnhäuser Ürikons vor dem Abbruch. Die Wohnungen im Burgstall sind vermietet und können nicht besichtigt werden.

## Ritterhaus

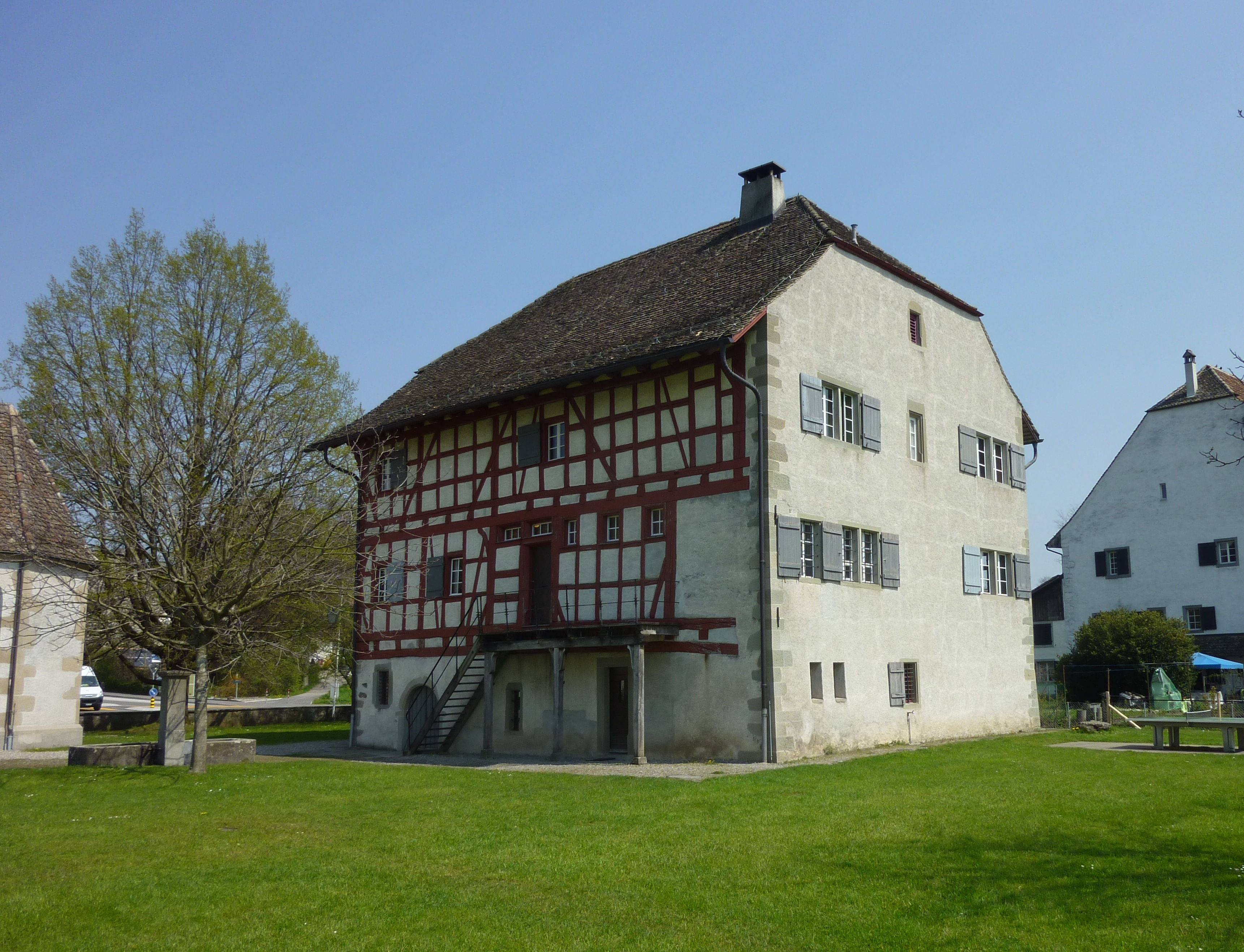
Ritterhaus

Das Ritterhaus, ein mächtiger Riegelbau, entstand 1531, vierzig Jahre nach dem Burgstall. Es liegt westlich davon und ist von diesem durch einen kleinen Bach getrennt. Bauherr war die Neffen von Heinrich Wirz, die Söhne seines Bruders Hans. Ob das Haus ebenfalls auf Resten eines Vorgängerbaus errichtet wurde, ist unklar.

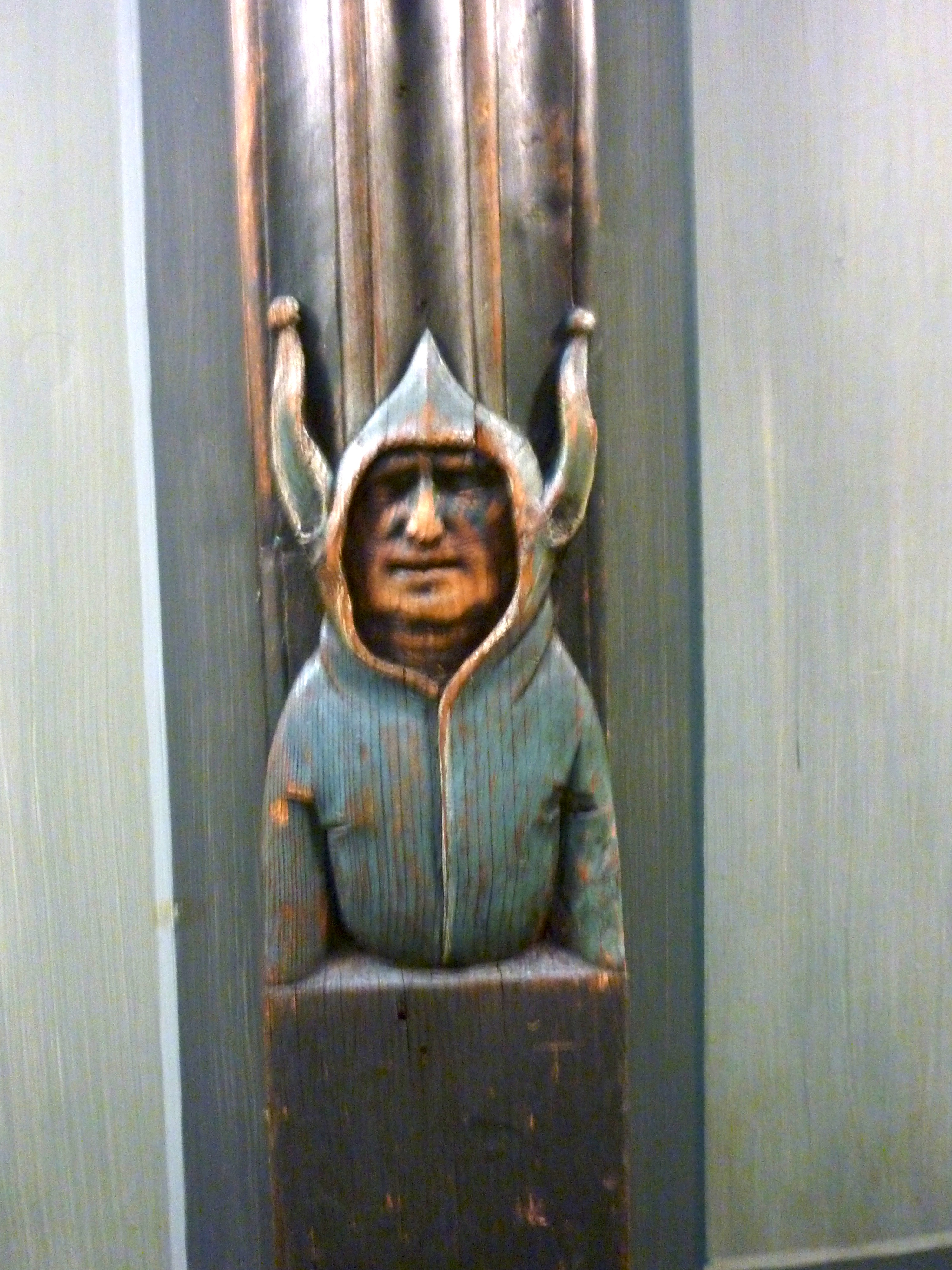
Narrenkopf

Sehenswert sind drei getäferte Stuben mit Kachelöfen sowie eine geschnitzte gotische Balkendecke aus dem Erbauungsjahr 1531 mit Wappen und Narrenköpfen, einem damals beliebten Motiv. Die Balkendecke wurde 1906 ausgebaut und im Schweizerischen Landesmuseum eingelagert. Heute ist sie seit 1963 als Leihgabe wieder im Ritterhaus.
Das Haus wurde auf dem Boden errichtet, den seinerzeit die Ritter von Ürkon dem Kloster Einsiedeln stifteten. Noch 1552 war Hans Diebold Wirz, der als letzter Besitzer genannt wird, nach Einsiedeln zinspflichtig. Das neue Haus diente als Wohn- und Ammanssitz. Wie das Ritterhaus in den Besitz der Pfenninger kam, ist nicht ganz klar. Denkbar ist, dass sie es wie den Burgstall von den Wirz erbten. 1682 wurde das Haus zweigeteilt: Die eine Hälfte blieb im Besitz von Heinrich Pfenninger, die andere Hälfte kaufte Heinrich Heusser von Bubikon. Die Aufteilung wurde in einem mehrseitigen Vertrag minutiös festgehalten; die beiden hielten fest, sie wollten das Ritterhaus glÿsam brüoderlich miteinander theilen.  Bereits vor 1693 verkaufte Heinrich Pfenninger seinen Hausteil an Jakob Suter aus Wädenswil – der Beginn einer rasch wechselnden Folge von Handänderungen.
1699 kam das Ritterhaus durch Kauf in den Besitz des reichen Amtshauptmanns und Getreide- und Weinhändlers Felix Bühler (1637–1699). Im Besitz der Familie Bühler entwickelte sich das Ritterhaus zum Zentrum eines florierenden landwirtschaftlichen Zentrums mit Schwergewicht auf Weinbau.

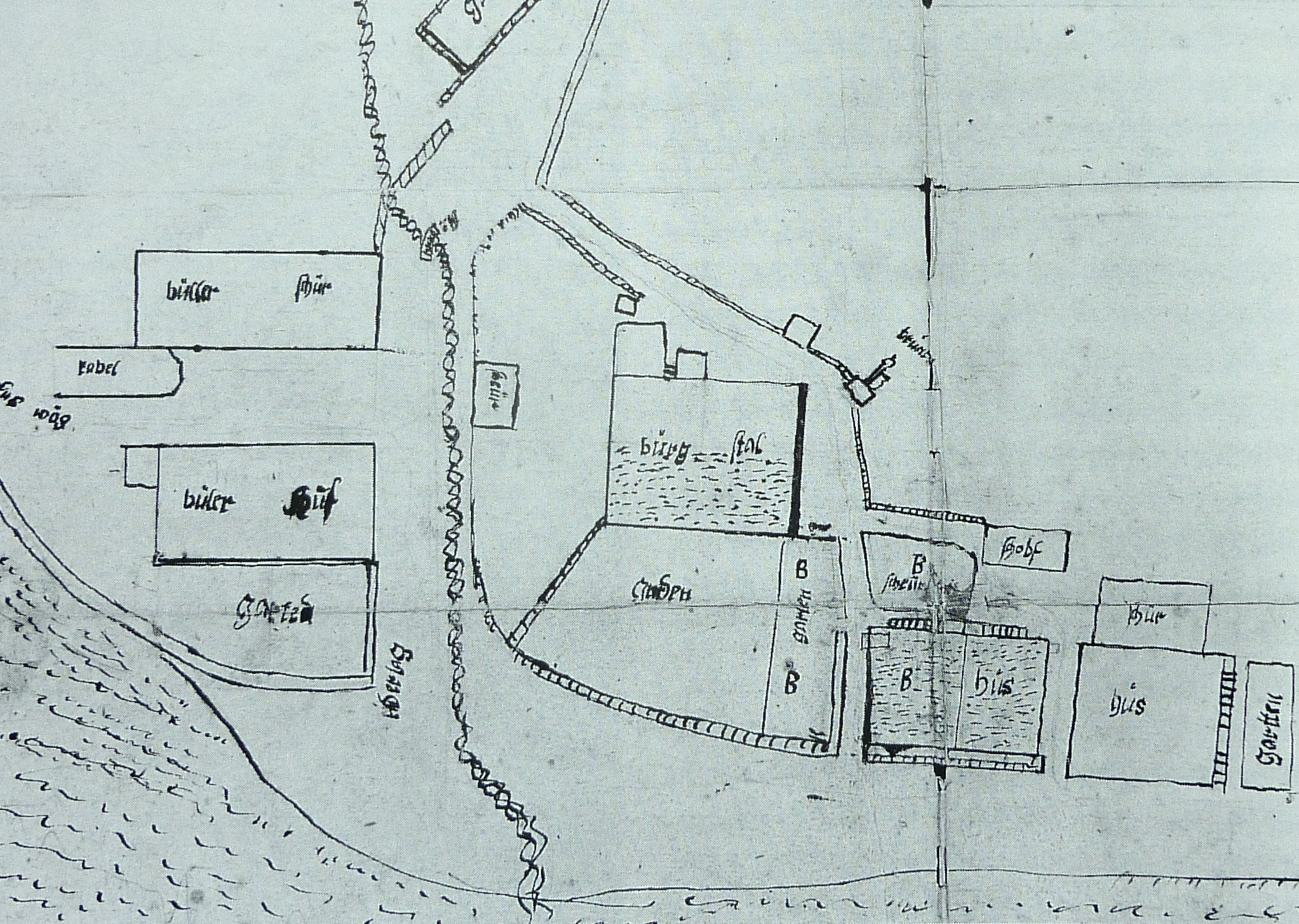
Dorfplan 1790
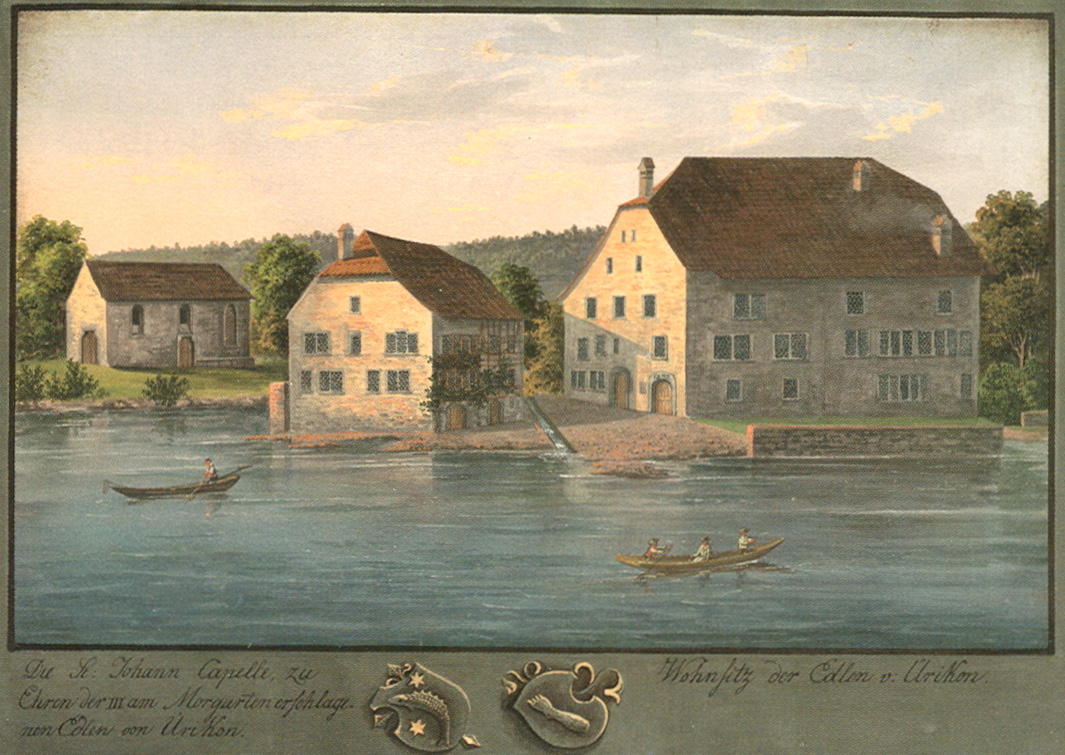
Darstellung von 1848
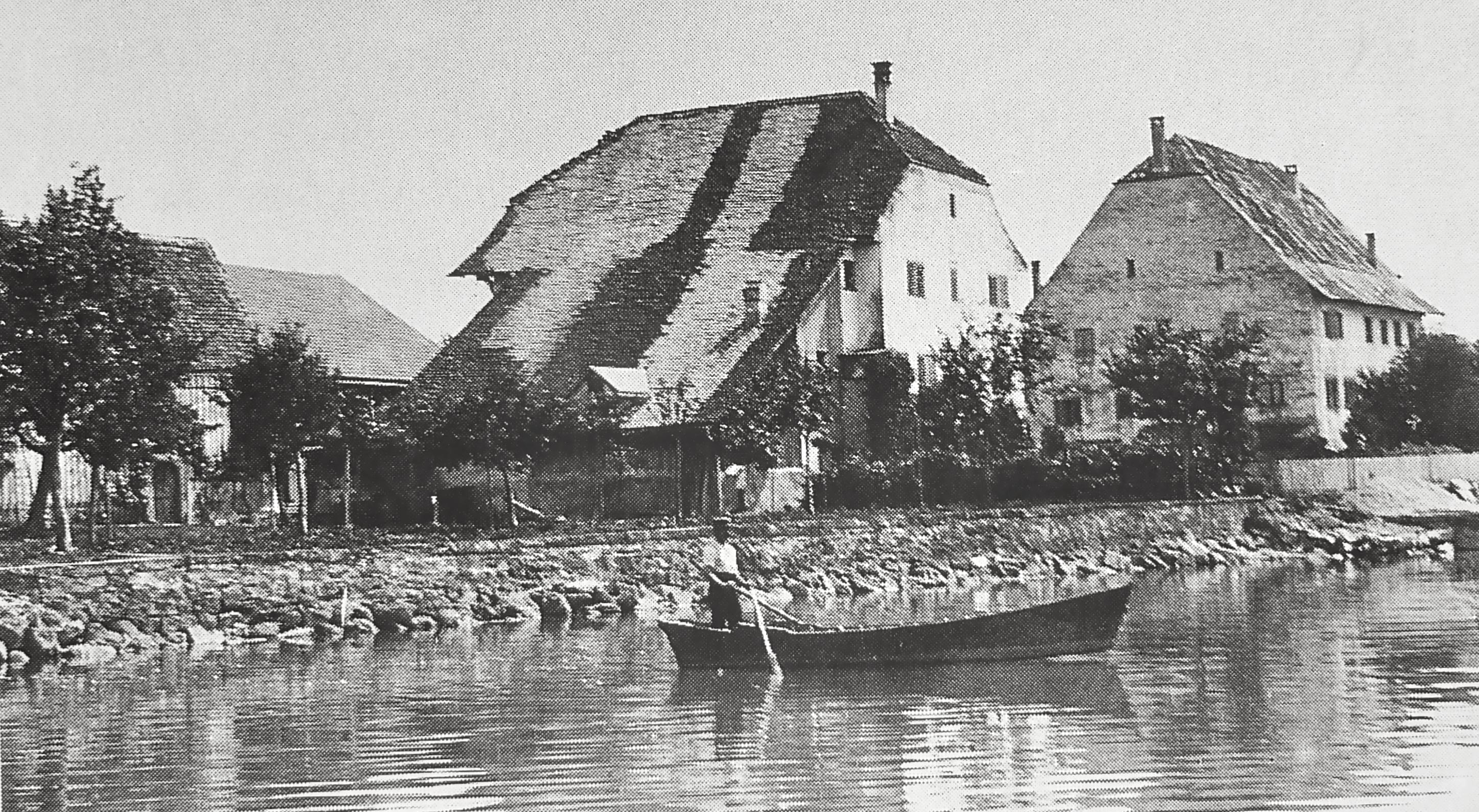
Ritterhaus, rechts der Burgstall

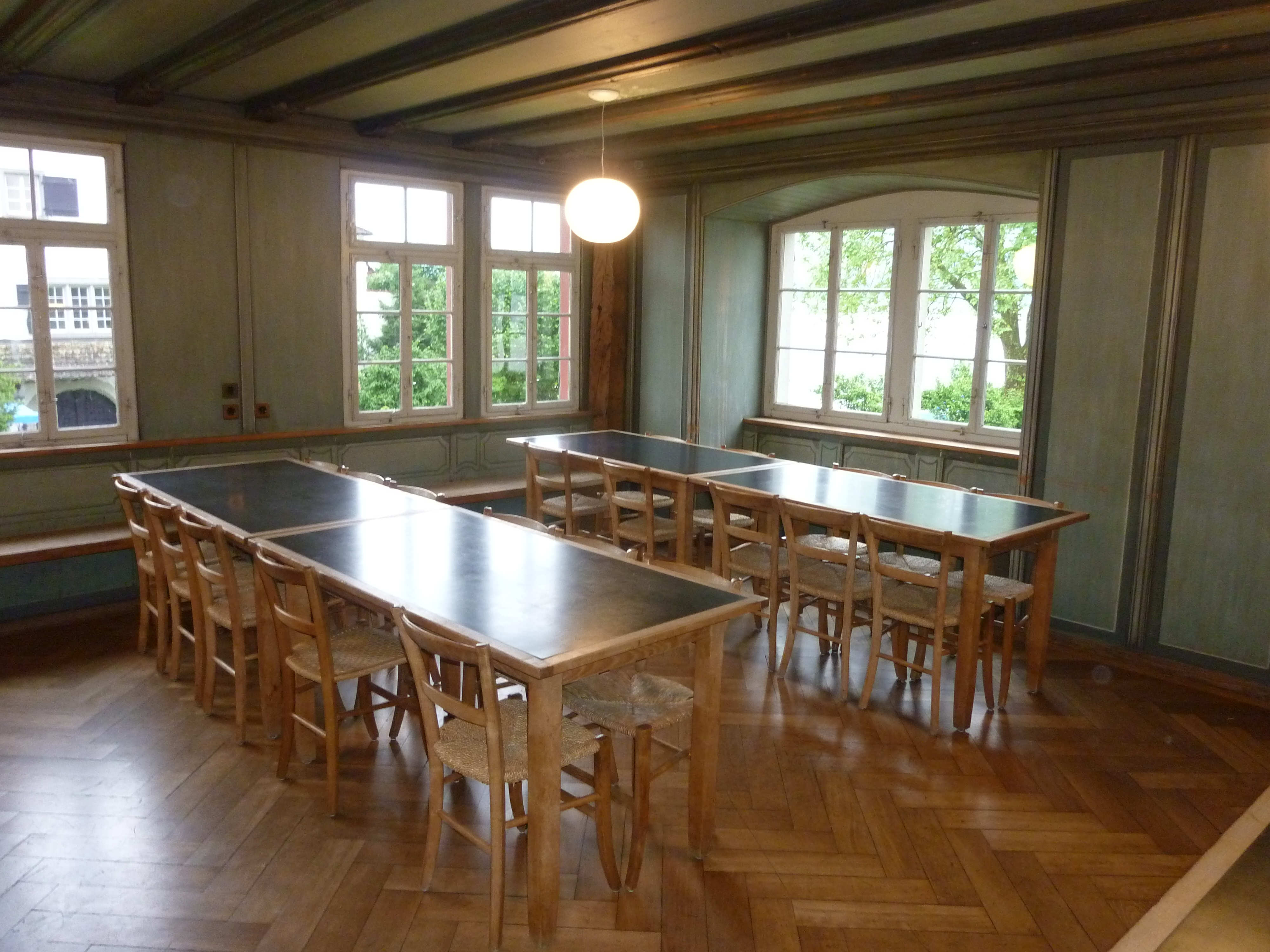
Essraum mit Balkendecke

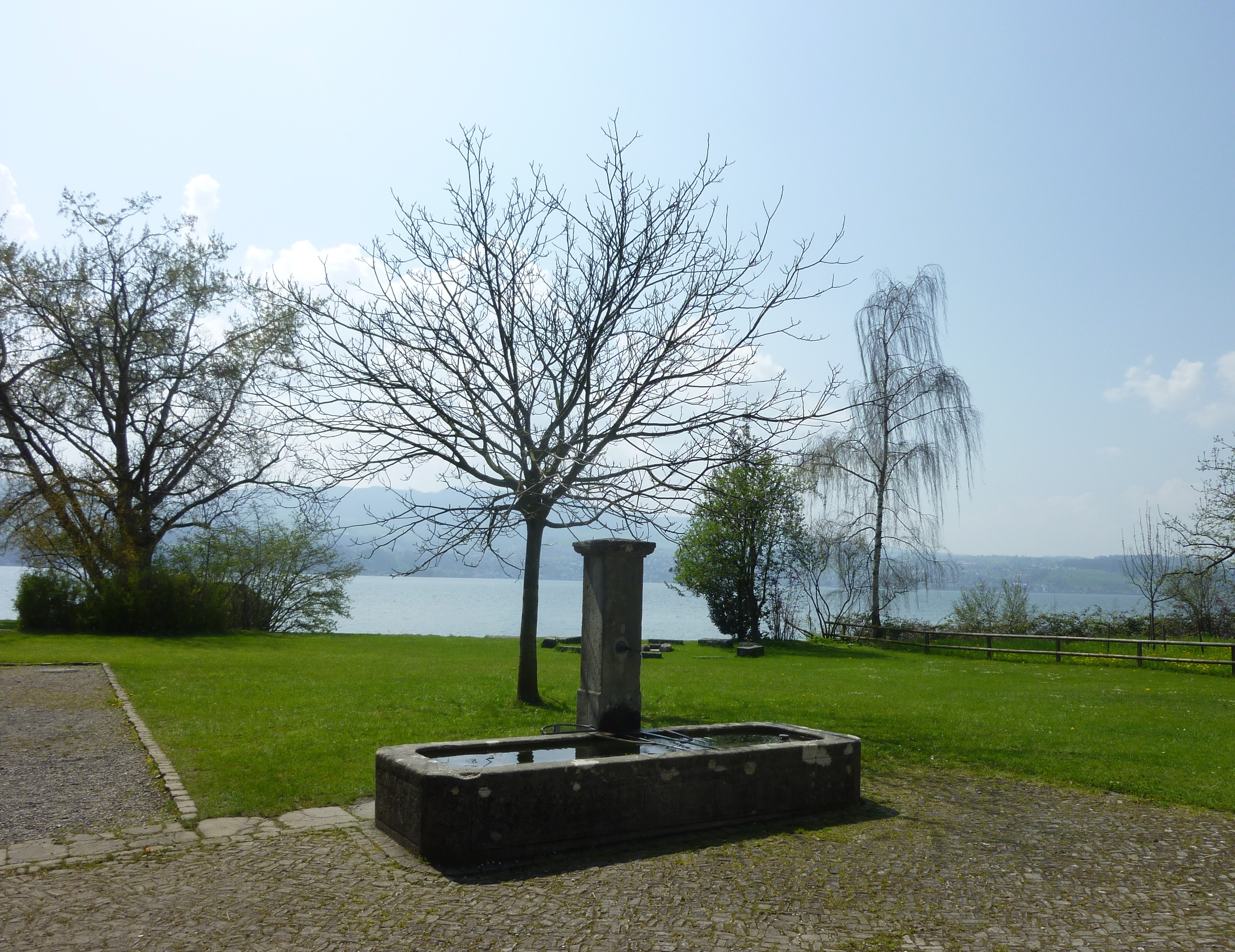
Park mit Brunnen von 1821

Das Ritterhaus blieb 136 Jahre lang im Besitz der Familie Bühler. 1835 verkaufte Hauptmann Johann Caspar Bühler Haus und Hof für 20'000 Gulden an Rudolf und Jakob Hürlimann aus dem Kehlhof in Stäfa, der es 1876 an den Viehhändler Jakob Schärer aus Hombrechtikon verkaufte. Nach einer grossen, durch Hagelschläge, billigen Fremdwein aus dem Ausland und Mehltau verursachten Krise im Rebbau musste Schärer kurz nach 1900 Konkurs anmelden. Das Ritterhaus wurde 1904 öffentlich versteigert und kam in den Besitz des Gerbereibesitzers Arnold Pünter, der es ein Jahr später an Ferdinand Wunderli aus Meilen weiterverkaufte.
Der letzte Besitzerwechsel erfolgte 1945: Das Ritterhaus kam in den Besitz der 1943 gegründeten Ritterhaus-Vereinigung, die das heruntergekommene Gebäude 1949 restaurierte. Das Haus ist als Lagerhaus für Schulklassen und Jugendverbände eingerichtet und bietet Platz für 35 Personen. Der Keller mit unverputzten Mauern, massiven Deckenbalken und Kamin kann für Feste und Anlässe gemietet werden. Das Ritterhaus steht unter dem Schutz der Eidgenossenschaft.
Der Brunnen aus Muschelkalk wurde 1821 gebaut und 1962 in den Hof des Ritterhauses gestellt. Er stammt aus dem Zürcher Unterland.

## Kapelle
Neben dem Ritterhaus steht eine Kapelle, deren genaue Entstehung unbekannt ist. Das Holz für den Dachstuhl wurde im Winter 1480/81 geschlagen. Ihr romanisches Langschiff, erkennbar an den kleinen Rundbogenfenstern, reicht jedoch sicher weit ins Mittelalter zurück. 1482 wurde anlässlich einer Renovation der spätgotische Chor mit seinen Spitzbogenfenstern angebaut und Chor und Schiff unter einem Dach zusammengeführt. 1530 wird die Kapelle erstmals urkundlich erwähnt.
Nach der Reformation begann das Gebäude zu zerfallen und wurde 400 Jahre lang als Stall, Scheune und Raum für eine Trotte verwendet. In Zusammenhang mit der Restauration des Ritterhauses wurde 1944 die bergseits angebaute Scheune aus dem 18. Jahrhundert abgerissen, das Gebäude 1946 restauriert und wieder seinem ursprünglichen Zweck als Kapelle zugeführt. Die farbigen Fenster im Chor aus dem Jahr 1950 stammen von Max Hunziker. 1963 wurde eine Orgel eingebaut.

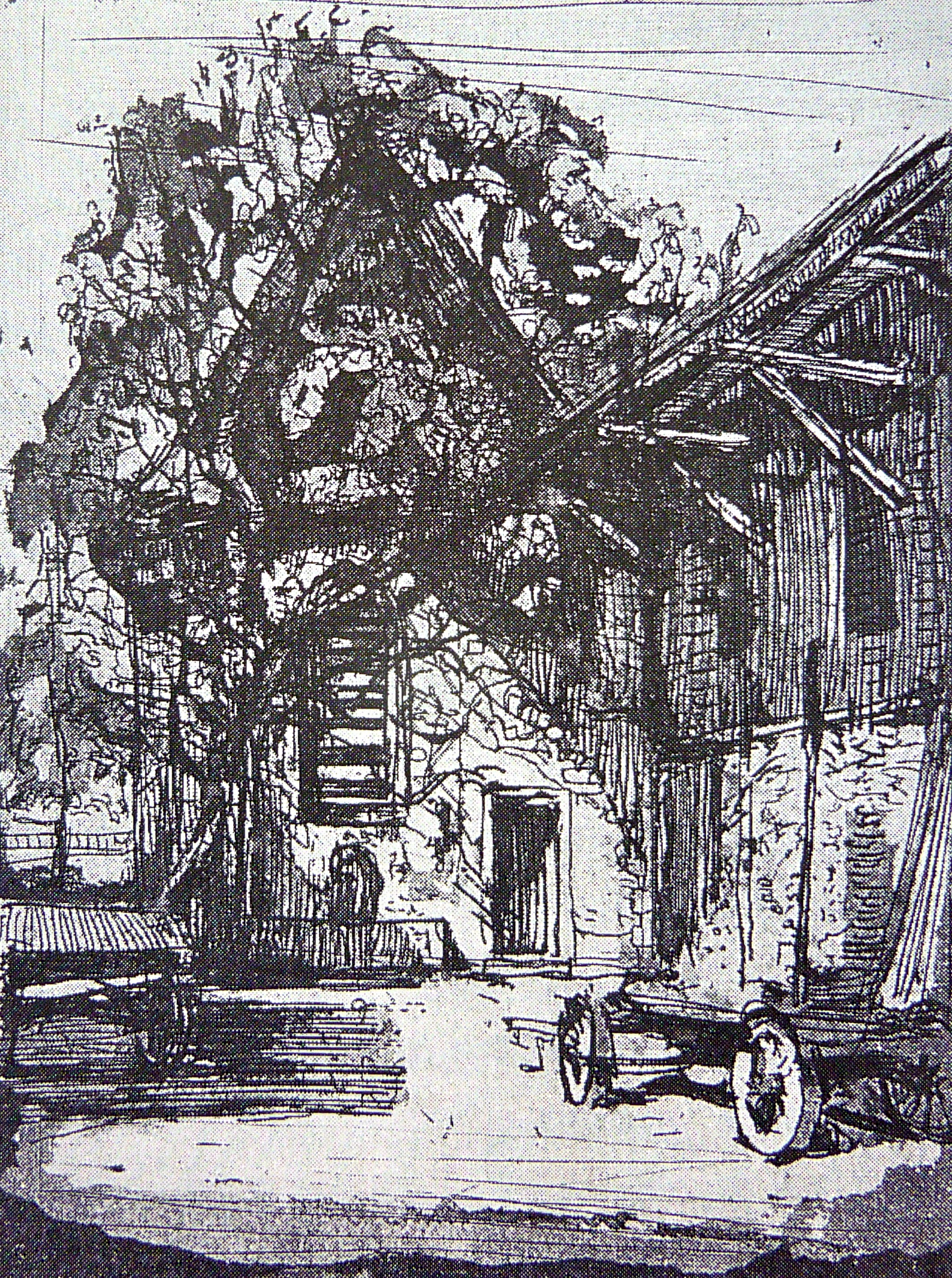
Die eingewachsene Kapelle mit angebauter Scheune
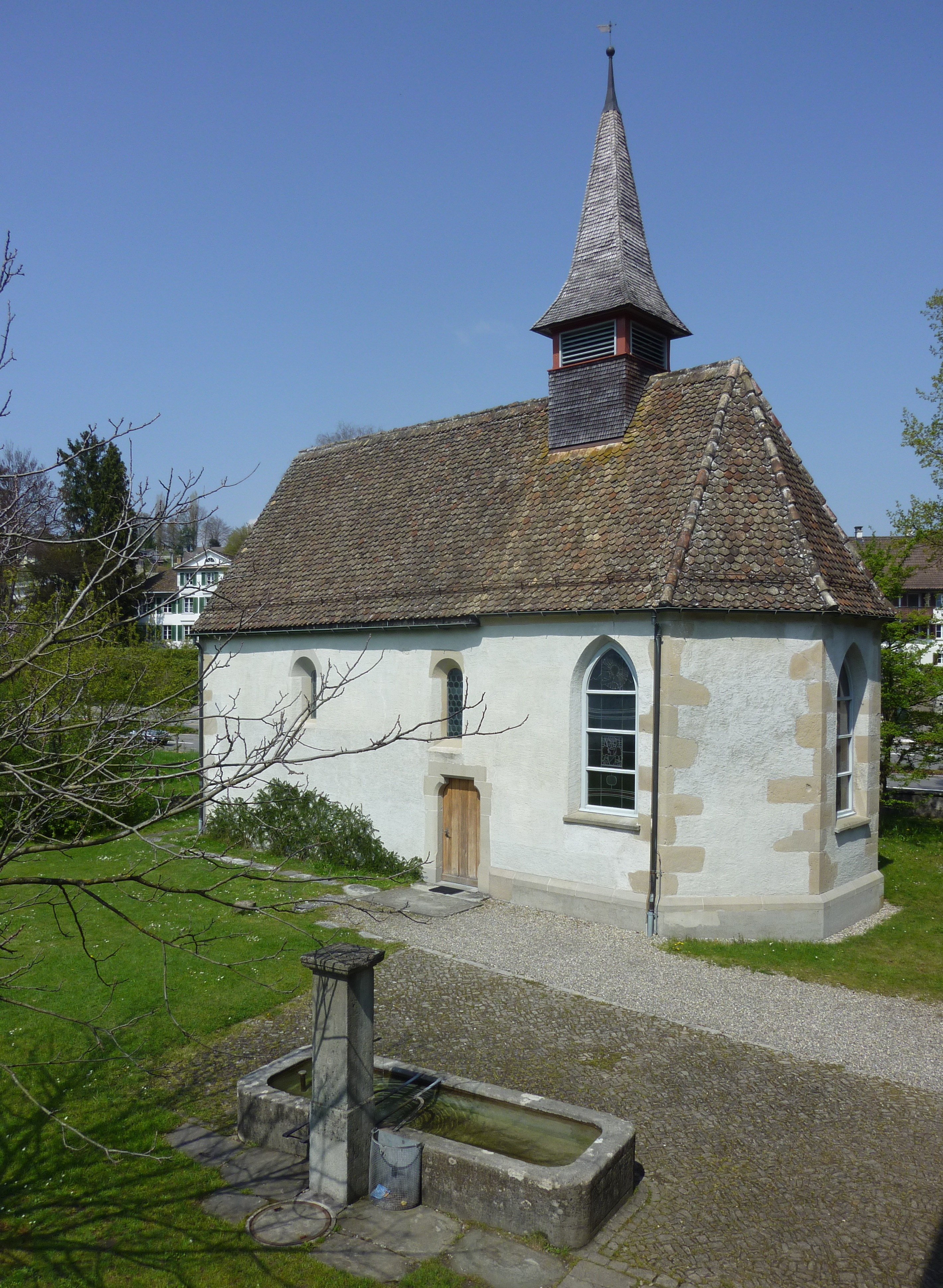
Kapelle heute
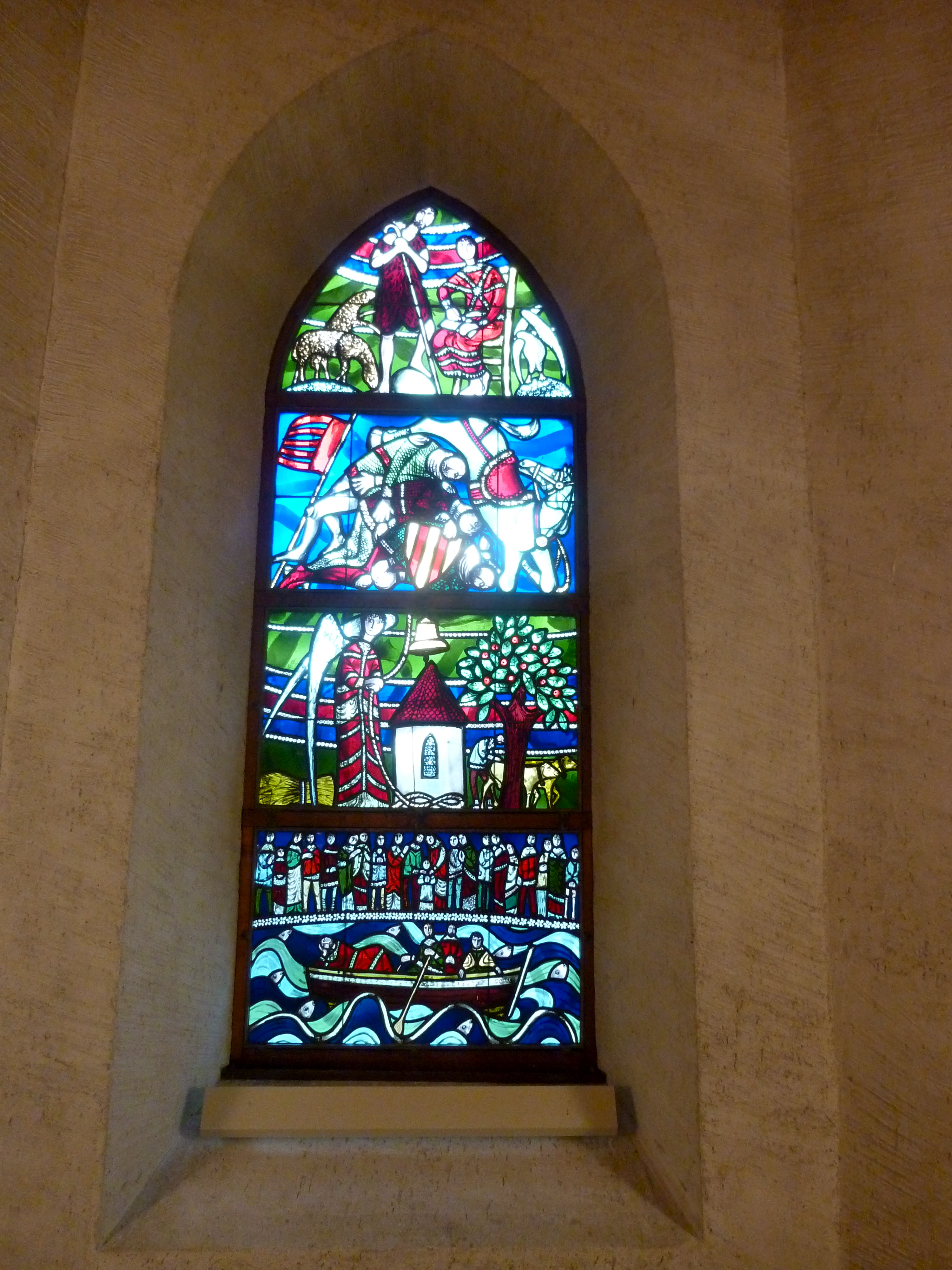
Fenster von Max Hunziker

## Ritterhaus-Vereinigung
Als die Bauten zu zerfallen drohten, gründeten einige Bürger Stäfas am 26. September 1943 die Ritterhaus-Vereinigung mit dem Ziel, die Häusergruppe zu erwerben, zu restaurieren und der Öffentlichkeit zugänglich zu machen. 1944 wurden mit Hilfe von Kanton, Gemeinde und Sparkasse Stäfa das Ritterhaus und die Kapelle erworben. Die Vereinigung Ürikon-Stäfa hat knapp 1000 Mitglieder (2010).